# Katherine Swynford

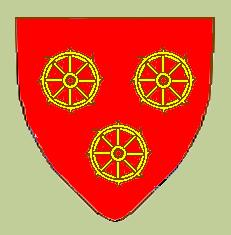
Vapensköld skapad åt Katherine Swynford: tre gyllene katherinehjul på röd bakgrund. Roet betyder små hjul på franska.

Katherine eller Katharine eller Catherine, född 1350, död 10 maj 1403, var en engelsk hovfunktionär och hertiginna.

## Biografi
Katherine Swynford var dotter till Payne (Paen) de Roet (Rouet eller Roelt), en flandrisk härold från Hainault som dubbades till riddare precis innan han dog i strid och lämnade efter sig barnen Katherine, hennes äldre syster Filippa, brodern Walter och den äldsta systern Isabel (Elizabeth) de Roet, som dog i klostret St. Waudrus Mons cirka 1366.
Omkring 1366, vid sexton års ålder, gifte sig Katherine med Hugh Swynford (Synford), en engelsk riddare från Kettlethorpe i Lincolnshire. Hon fick två barn med honom innan han också dog i de europeiska krigen. Barnen var Blanche, Thomas och troligtvis den Margaret Swynford, som 1377 utsågs till nunna i det prestigefyllda klostret Barking av Rikard II.
Katherine hamnade då i Johan av Gent, hertig av Lancasters, hushåll, till synes som guvernant till hans båda döttrar, Fillipa och Elisabeth, systrar till den framtida Henrik IV av England, men senare blev hon hans officiella älskarinna. Katherines äldre syster Filippa de Roet gifte sig med poeten Geoffrey Chaucer, vars dikt The Book of the Duchess beskriver hertiginnan Blanches död omkring 1369.

### Giftermål
I januari 1396, långt efter hans andra hustru Constanza av Kastiliens död, gifte sig Johan och Katherine, vilket skedde den 13 januari i Lincoln Cathedral tre år innan Johan dog i februari 1399. Deras fyra barn, alla med efternamnet Beaufort, var då redan vuxna och via giftermålet legitimerade, men spärrade från att kunna ärva tronen genom en klausul tillagd av halvbrodern Henrik IV 1390.

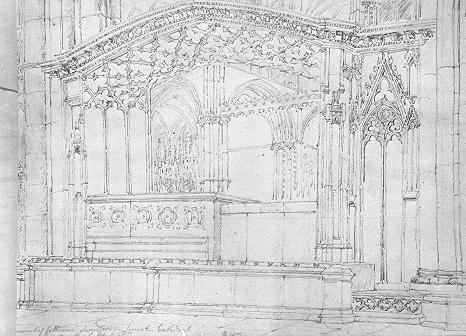
Katherine Swynfords grav.

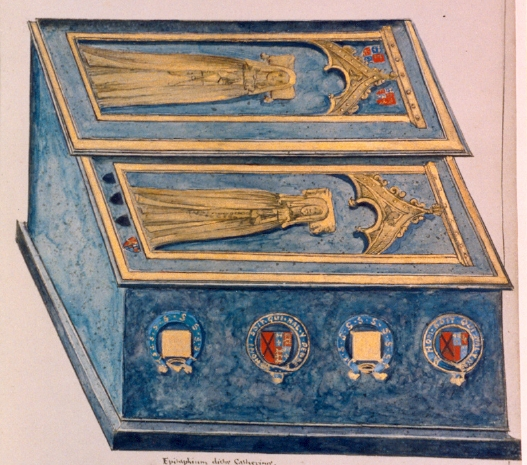
Teckning från 1640-talet av Katherine Swynfords och hennes dotter Johanna Beauforts gravar i Lincoln katedralen innan gravarna plundrades av rundhuvuden 1644.

Hennes son John blev morfarsfar till Henrik VII av England och morfar till Jakob II av Skottland; hennes dotter Johanna Beaufort blev mormor till Edvard IV av England och Rikard III av England, vilka Henrik VII besegrade för att inta tronen. Henrik gifte sig sedan med Elizabeth av York, dotter till Edvard IV, och deras son blev Henrik VIII av England). Hennes styvson Henrik av Bolingbroke blev Henrik IV av England genom att avsätta Rikard II av England som fängslades och dog kort därefter i Pontefract Castle, där Katherines son Thomas Swynford var befälhavare, och han sägs ha svultit Rikard till döds för sin styvbrors skull. Hennes styvdotter, Johan och Constanzas dotter Catherine (eller Catalina), var morfarsmor till Katarina av Aragonien, Henrik VIII av Englands första hustru och mor till Maria I av England.
Katherine överlevde Johan med bara fyra år och avled 10 maj 1403. Eftersom hon då var änkehertiginna av Lancaster, finns hennes exakta dödsdatum nedtecknat till skillnad från hennes födelsedatum då hon var okänd. Hennes och dotterns gravar finns under ett takvalv i sten i katedralen i Lincoln, men deras kvarlevor ligger inte där längre, eftersom gravarna plundrades 1644 under det engelska inbördeskriget av rundhuvudena. 

## Fiktion
Katherine Swynford är huvudperson i Anya Setons roman Katherine publicerad 1954.

## Barn
1. John Beaufort (1373–1410), earl av Somerset, g.m. Margaret Holland (1385-1429)
2. Henrik Beaufort (1375–1447) kardinal
3. Thomas Beaufort (1377–1426), hertig av Exeter, g.m. Margaret Neville
4. Johanna Beaufort (1379–1440), g.m. (1) Robert Ferrers, 3:e baron Ferrers av Wemme (d. 1396); (2) Ralph Neville, 1:e earl av Westmorland (1364–1425)